# 蔡天鳳碎屍案
蔡天鳳碎屍案是2023年2月21日一宗發生在香港新界的謀殺案，案中受害者是活躍於時裝界的28歲名媛蔡天鳳。本案受害者遺體在2023年2月24日報案失蹤3天后于新界大埔大美督龍尾村內發現。

## 背景

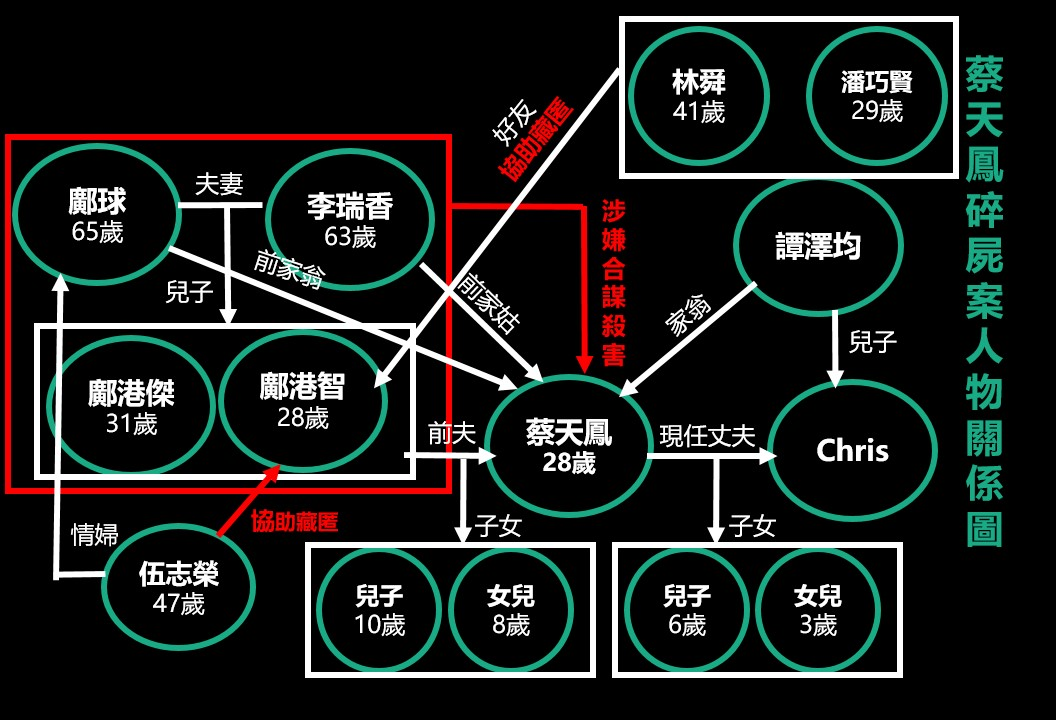
案件人物關係圖

案件死者為香港名媛蔡天鳳（1994年7月15日－2023年2月21日）為家中長女，下有兩個同母異父的妹妹名叫呂天女；其母張燕花為海南文昌人，暱稱「花姐」或「五姐」，據悉與其繼父一同於内地從商，家產數以億元人民幣計，同時於內地網絡上（特別抖音）活躍；但其生父及繼父之身分從未公開。公開資料顯示，蔡天鳳於2012年開設社交媒體帳戶，初期主要展示名牌手袋及首飾，2016年起頻繁參加時尚界的公開活動，在時尚界及演藝圈結識大量名人，包括路易威登男裝創作總監、華倫天奴創意總監等，亦曾與藝人甄子丹在電影《天龙八部之乔峰传》的保良局慈善首映禮上合照。除此之外，閨密方媛是藝人郭富城的太太，情同姊妹，曾邀請對方前來慶祝生日，也多次到對方家中作客。蔡天鳳亦曾登上時尚雜誌封面，而最近一次正是於2023年2月13日（即案發前8天）登上由2022年開始被香港上市公司尚乘國際收購的《巴黎時裝公報》摩納哥版封面。 根據媒體報導，蔡天鳳是如此活躍的名媛、模特兒及慈善家，但香港市民卻是在此案爆出後，才知道蔡天鳳這位身材嬌小的模特兒。
蔡天鳳有過兩段婚姻，其中前夫為牽涉本案的鄺港智，現任為譚仔雲南米線創辦人譚澤均之子譚方駿（Chris）。蔡天鳳與前任及現任丈夫的認識經過，在當事人、蔡母張燕花及蔡天鳳好友豹太口中更是各有不同版本。蔡天鳳於十八歲時與鄺港智註冊結婚，婚後誕下一子一女，但因性格不合於三年後離婚。離婚後一對子女撫養權交予前夫並由其家人照顧，但她持續於財政上支援鄺家，更聘前大伯鄺港傑為私人司機。其後蔡天鳳與譚方駿於2016年12月9日舉辦婚禮，由藝人林盛斌擔任婚禮司儀；兩人婚後再育有一子一女，但未有正式註冊。
據資料顯示，鄺港智多年來沒有固定職業，平時生活主要仰賴前妻蔡天鳳，並曾有盜竊及詐騙前科；2013年至2015年間曾於麻雀館外等多處地方偷取7名士的金飾及102顆金塊；2014年至2015年期間，其以男同志手機交友程式認識四名男性受害者，訛稱可高價轉售黃金圖利詐騙，涉案總額高達500萬港幣，最終遭警方拘捕並控告盜竊及詐騙，棄保潛逃後於2016年起被警方通緝；除此以外，鄺港智亦有不少財務問題往跡。其於2015年及2016年分別被美國運通銀行及另一債權人，於高等法院入稟追討逾10萬港元及157.6萬港元債務，據聞亦曾一度慫恿譚方駿於其雞蛋仔生意投資數百萬，但該店最終虧蝕過百萬結業。
前家翁鄺球為案中嫌疑主謀，他曾於警隊任職偵緝警長並駐守旺角警署，任職期間獲頒香港警察長期服務獎章及第一勳扣。鄺球於2005年牽涉一宗強姦案，其在調查案件時藉職務之便取得該案受害女子的聯絡方式，其後多次聯絡該女子，並在當年的中秋節以「迎月」爲名前往該女子的住所並強姦她。該女子向警方報告遭性侵後，鄺球被警方拘查，鄺球其後因此案自行辭職換取警方不作刑事追究。
前大伯鄺港傑及前家姑李瑞香無刑事犯罪記錄，但亦有不少財務問題。鄺港傑曾於2019年被花旗銀行上訴追討23.8萬港元債務，其名下兩間與蔡天鳳共同擔任董事的公司於2022年5月亦因合約問題被上訴追討約13萬港元；李瑞香曾於2016年向高等法院申請破產並於翌年獲頒令批准。
資料顯示，蔡天鳳與譚澤均（現任家翁）及邱美鳳（現任家姑）有物業及商業上的往來，她於2018年向譚澤均夫婦購入荔枝角曼克頓山一個高層單位，案發前單位市值約4,500萬港元。蔡天鳳也是四間公司的董事，其中一間已宣告解散，公司秘書為譚澤均。
鄺港智之友人、於遊艇公司工作的林舜亦因涉嫌協助前者潛逃而被捕；另一涉嫌協助鄺港智潛逃而被捕的友人潘巧賢，為械劫綁架重犯潘鑾彬之女。

## 案發經過
2023年2月21日，蔡天鳳離開加多利山寓所，乘坐鄺港傑的車輛，原定前往香港科學園科進路一所學校接她與前夫鄺港智所生的女兒放學。車輛途徑獅子山隧道入口的時候，鄺港智登上車輛並與其發生爭執，互相糾纏後蔡受傷流血、昏迷不醒。閉路電視畫面顯示，鄺港傑一行人隨後與駕駛中港牌七人車的鄺球一同抵達大埔龍尾村的案發單位。其後，三父子合力將蔡天鳳殘殺並肢解，期間鄺氏兄弟一度離開案發單位，鄺港傑之後再折返繼續碎屍烹煮。次日，鄺球駕車返回案發單位，將屍體殘肢運走棄置。閉路電視拍到鄺港傑曾持白色的大膠箱接近車輛，打開車輛的車尾箱，箱內疑似裝有蔡天鳳的殘肢。
蔡天鳳失蹤當晚，她的家人報警，案件轉交至西九龍警察總區重案組跟進。根據警方公布的失蹤人士資料，蔡天鳳曾在失蹤當日於白石角科學園科進路出沒。2023年2月24日下午，警方於相隔科進路11公里的大埔大美督龍尾村的村屋內發現蔡天鳳的遺體，發現時已殘缺不全，相信遭人碎屍。警方在村屋地下單位的雪櫃內發現屍塊，現場還有烹煮工具，懷疑屍身曾被烹煮。
據龍尾村村民透露，2023年2月21日晚上，蔡天鳳從一輛七人車下車，其後跟隨數人進入案發單位。到翌日凌晨時分，單位內傳出斷斷續續的撞擊聲，疑似有物體撞到窗邊或墮地，當中夾雜著女子與男子對話的聲音，但聽不清內容。另一位街坊則在村屋附近聽到嘈吵聲及女人叫聲，持續近一小時，當中有人高呼「你嚟啦！」，但未知對方身份，亦未見有人報警。附近住戶表示，涉案村屋的地下單位已經空置數月，直至案發前夕才有一輛掛有粤港兩地車牌的七人車，估計住戶大概在同一時間搬入。龍尾村前村長陳氏的住所正對涉案單位，其閉路電視拍到七人車於2月21日下午3時許曾離開現場。

## 案件調查

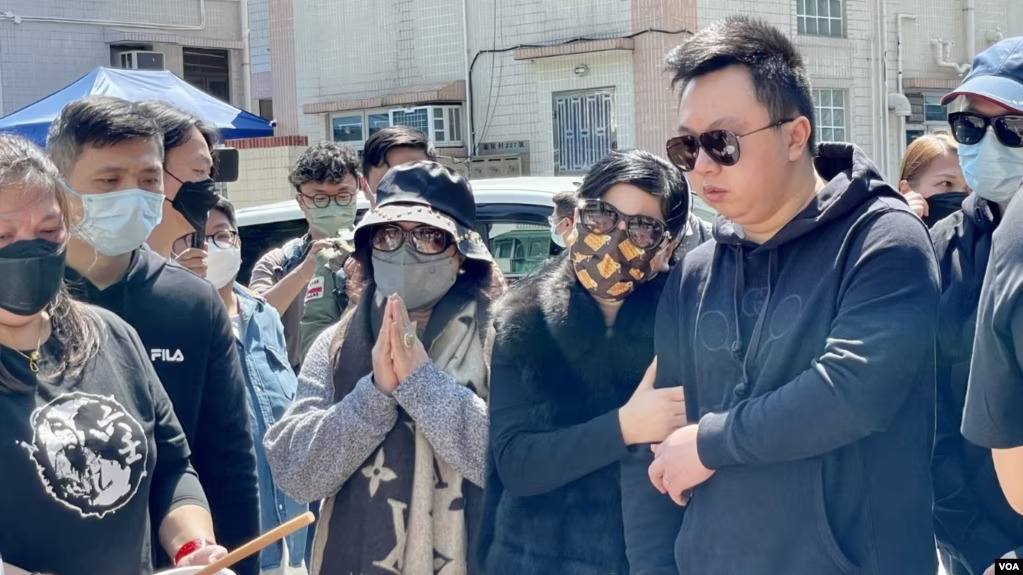
2月28日，蔡天凤现任丈夫譚方駿（右一）与蔡天凤母亲「五姐」（右二）及譚的妈妈邱美鳳等10多名亲友，在遇害后“头七”，到案发地点大埔龙尾村拜祭

發現屍體時，警方從涉事單位內運走大批證物，並扣押了涉案的七人車。2023年2月25日凌晨，警方在龍尾村交代案情。西九龍總區刑事部警司鍾雅倫指出，2023年2月22日接獲失蹤報案後，警方對案件展開調查，2月24日凌晨在九龍城區拘捕前夫鄺港智一家三口，共兩男一女，包括案發當天接載蔡天鳳的前大伯鄺港傑、前家翁鄺球和前家姑李瑞香，而前夫本人一度在逃。隨後警方盤問三人，其中發現有人作假口供，聲稱蔡天鳳在汽車行駛途中下車，試圖混淆調查方向，最終遭識破。經過調查，警方將案發地點鎖定在大埔龍尾村的一個村屋單位，該單位由鄺球於案發當月開始租用。
其後警方於2月24日下午持搜查令破門入屋，在屋內雪櫃檢獲死者雙腿殘肢，頭顱、軀幹及手部則不知去向，另外還有兩鍋疑似混有人體組織的湯汁。除此之外，屋內還藏有削肉機、電鋸、風衣、手套、面罩等相信用作肢解遺體的工具。而屋內家具十分簡陋，只有幾張桌子和梳化，沒有床，牆身窗戶都掛有帆布。
經初步調查，警方懷疑犯案動機與物業糾紛及遺產繼承權有關。資料顯示，蔡天鳳曾經於2019年7月以7,280萬港元合約價無抵押購入加多利山KADOORIA低層豪宅物業，扣除發展商提供的16.75%回贈之後，實際成交價為6,060.6萬港元。由於蔡天鳳本身在香港已持有其他住宅物業，按《印花稅條例》需要以標準稅率以合約價15%向稅務局支付從價印花稅，她被懷疑出於避免支付高額印花稅的考慮而使用「借人頭」的手法，將加多利山物業歸予鄺球名下，由鄺球以首次置業的身份向田土廳登記，便可選用較低稅率以合約價4.25%繳付印花稅，只需支付稅款約300餘萬港元，比原本應繳付15%的稅率可避稅約780萬港元，該物業亦交予鄺家居住，然而蔡天鳳這次「借人頭」逃避繳付標準稅率15%的印花稅，不但涉及串謀「人頭」作出虛假陳述及欺詐而有被稅局追稅及刑事檢舉控的風險，更埋下與鄺家發生物業糾紛的禍根。其後蔡天鳳打算出售加多利山物業套現，以6,300至6,700萬港元的價位放售，合約價賬面虧損約500至1,000萬港元，但扣除購入時發展商提供的回贈，如能以6,700萬港元轉售，不算入印花稅及避稅產生的代價其賬面應可獲利約639.4萬港元。爲促使鄺家遷出加多利山物業以便轉售，蔡天鳳向鄺家提出搬到屯門一個約值1,000萬港元的物業居住，惟遭鄺球強烈反對並造成雙方不和。蔡天鳳曾經向律師尋求法律意見，認爲如有證據證明蔡天鳳是加多利山物業的幕後購買者，她便有機會取得出售物業的款項。鄺球可能得知蔡天鳳將會就加多利山物業的業權及利益採取法律行動，加上蔡天鳳沒有與現任丈夫註冊結婚，在無遺囑情況下，其遺產理論上會由她與前夫鄺港智所生的一對子女繼承，即使蔡天鳳與現任丈夫譚方駿所生的一對非婚生子女也有繼承權，鄺家最少亦能分到一半以上的遺產，不排除鄺家因此二原因動殺機。
警方初步相信鄺港智涉及行兇，其母李瑞香亦知情但沒有行兇。不過在2023年5月8日的提訊中，控方透露案發單位內的一件外套驗出李瑞香的DNA。警方亦在調查涉案的龍尾村村屋是否第一兇案現場。
警方最初懷疑蔡天鳳的頭顱被棄置於將軍澳，於2023年2月25日上午前往將軍澳華人永遠墳場蒐證，共有100多名來自行動部潛水人員、警察搜查隊、高空搜查隊、警察無人機隊、警犬隊與機動部隊的警員參與行動，搜索範圍直徑達200至300米，涵蓋墳場山坡及儲水池，其中由于不排除屍體有可能沿山坡滾入儲水池，故由蛙人潛入池內調查。搜查行動持續了整個下午，未有重大發現，預計會在次日繼續。同日下午，鄺港智在東涌發展碼頭乘坐快艇潛逃時被捕，當時他隨身攜帶50多萬港元現金，以及數隻總值約400多萬港元的名錶。此前他被人懸賞200萬港元通緝。
2023年2月26日下午，警方在龍尾村住宅檢獲的一個高約半米的大湯煲中，發現蔡天鳳的頭顱，頭顱外貌尚算完整，但右耳後方發現一個大約6.5厘米乘5.5厘米的洞，或為硬物撞擊造成，而煲內還有肉碎及青紅蘿蔔。據了解，疑犯將青紅蘿蔔放入大湯煲內，與死者的頭顱骨及胸骨一同烹煮，經烹煮後骨肉分離，只有少許頭髮黏連，湯底亦變白及污濁。另外，警方亦在案發單位發現另一小湯煲，其湯色相對較淺，估計疑犯以死者鎖骨連肉烹煮成現狀。同日下午，警方在尖沙咀街頭拘捕鄺球情婦伍志榮。伍女於深水埗按摩店任職按摩員，數月前於店內認識光顧的鄺球，並與其合租龍尾村涉案住宅。案發前的2月中旬，她再以月租4萬多港元租用西九龍柯士甸道西凱旋門一住所用作窩藏鄺港智，涉嫌協助罪犯。
2月28日，警方派出百多名人員，並身着全套防护服，前往位于打鼓嶺的新界东北堆填區尋找死者殘肢。西九龍總區刑事部警司鍾雅倫表示目標範圍面積約一個足球場大，並深達3至5米，需要工人搬出垃圾後再由警員搜索，預計尋找過程需時2至3日。同日早上，死者父母、丈夫、岳父母等10多名親友先到沙田富山殮房認屍，其後轉往大埔龍尾村村屋對開拜祭。其中死者家姑哭訴「今世你嘅善良畀錯咗人，傻妹，畀班狼心狗肺食咗你個心」。
3月2日，警方在上環再拘捕41歲男子林舜，乃遊艇租賃公司男員工，曾經是藝人鄭中基的助手，也是鄺港智的朋友，他涉嫌收取30萬港元，協助鄺港智經水路離開香港往澳門。同日警方亦宣布於堆填區尋找證物的工作完結，未有任何發現。
3月6日，一名涉嫌協助犯案者的29歲女子潘巧賢於內地落網，為鄺港智友人，並於翌日引渡返港，警方在3月7日表示，當日在深圳灣口岸接收由內地執法機關送回的一名與一宗謀殺案有關的29歲本地女疑犯，她涉嫌助罪犯，其後潛逃內地。押返天水圍警署調查。同日，蔡天鳳母親張燕花以蔡天鳳的擬遺產管理人身份入稟高等法院，指鄺球僅是以蔡的受託人身份，只是以信託形式代蔡天鳳持有加多利山物業業權，而蔡才是實益擁有人，故冀法庭頒令確認蔡是真正業主，要求法庭下令禁止鄺球或其代理人，在未經原告事先同意或知情下，出售、處置、轉讓、處理涉案單位，或就涉案單位收取任何費用，並要將物業的業權交回原告人。

## 後續
蔡天鳳的母親張燕花於案發不足半個月後的2023年3月6日入稟香港高等法院，申請禁制鄺球出售加多利山物業。同時，張燕花聯絡了金鐘的律師行，計劃爭取兩名姓鄺外孫的撫養權。
2023年6月18日，蔡天鳳家屬於大圍寶福紀念館地下寶福堂設靈，翌日出殯，靈柩移送大嶼山寶蓮禪寺火葬。靈堂以粉紅色佈置為主，垂掛粉紅色布幕，門外擺有兩幅巨型的蔡天鳳彩色遺照。喪禮以佛教形式進行，有寶蓮寺法師帶同大批用品入內。喪禮花逾300萬元，其中約200萬元用於遺體修復，以3D打印技術還原遺體。儀式不設瞻仰遺容環節。先後有最少七輛旅遊巴接載大批親友到場悼念，一度有過百名親友在外等候，他們在靈堂外排起長龍。蔡天鳳丈夫和兩名子女於下午三時多分別乘坐七人車到場。多名城中名人送花牌致哀，包括歌手郭富城與妻子方媛、蔡一智夫婦及無綫電視高層樂易玲。

## 司法程序
| # | 疑犯姓名       | 關係                                             | 性別 | 案發年齡 | 目前職業           | 國籍                   | 出生地   | 起訴罪名                        |
| --- | -------------- | ------------------------------------------------ | ---- | -------- | ------------------ | ---------------------- | -------- | ------------------------------- |
| 1. | 鄺港智（Alex）     | 死者前夫，另涉多起竊盜、詐騙及民事欠債案。       | 男性 | 28歲     | 無業               | 中华人民共和国（香港） | 香港     | 謀殺罪 沒有按照法庭的指定歸押罪 |
| 2023年2月27日早上到九龍城裁判法院提堂。 案件押後至2023年5月8日再提堂，沒有申請保釋還押。 2023年5月8日再押後至7月31日再訊，沒有申請保釋還押。 其另涉2015年7宗盜竊案，因違反保釋條件及缺席法庭聆訊，相關案件於2023年2月28日於區域法院提堂。2024年6月19日再提堂，承認涉6項盜竊罪及1項無合理因由而沒有按照法庭的指定歸押罪，被判囚42個月。 2023年5月9日再提堂，期間控方加控沒有按照法庭的指令歸押罪，法官准案押後至2023年7月18日再提訊，鄺繼續還押懲教署看管。 2023年12月20日再提堂，被加控非法處理遺體（於香港的罪名稱為「阻止合法埋葬屍體」）罪，押後至2024年1月29日再訊。 2024年1月29日於東區裁判法院提堂，押後至2024年4月15日作第二次提訊日。 2024年7月8日再提堂，押後至2024年9月30日作第四次提訊日。 2024年9月30日再提堂，押後至2024年11月25日作第五次提訊日。 2024年11月25日再提堂，押後至2025年2月10日作第六次提訊日。 2025年2月10日再提堂，押後至2025年5月12日作第七次提訊日。 2025年5月12日再提堂，押後至2025年6月9日作第八次提訊日。 2025年6月9日再提堂，並完成交付高等法院的程序。鄺繼續還押。 |                |                                                  |      |          |                    |                        |          |                                 |
| 2. | 鄺球           | 鄺港智之父（即死者前家翁），另涉一宗強姦案。     | 男性 | 65歲     | 退休人士（前警長） | 中华人民共和国（香港） | 香港     | 謀殺罪                          |
| 2023年2月27日早上到九龍城裁判法院提堂。 案件押後至2023年5月8日再提堂，沒有申請保釋還押。 2023年5月8日再押後至2023年7月31日再訊，沒有申請保釋還押。 2023年12月20日再提堂，被加控非法處理遺體罪，押後至2024年1月29日再訊。 2024年1月29日於東區裁判法院提堂，押後至2024年4月15日作第二次提訊日。 2024年7月8日再提堂，押後至2024年9月30日作第四次提訊日。 2024年9月30日再提堂，押後至2024年11月25日作第五次提訊日。 2024年11月25日再提堂，押後至2025年2月10日作第六次提訊日。 2025年2月10日再提堂，押後至2025年5月12日作第七次提訊日。 2025年5月12日再提堂，押後至2025年6月9日作第八次提訊日。 2025年6月9日再提堂，並完成交付高等法院的程序。鄺繼續還押。 |                |                                                  |      |          |                    |                        |          |                                 |
| 3. | 鄺港傑（Anthony）     | 鄺港智胞兄（即死者前大伯），另涉其他民事欠債案。 | 男性 | 31歲     | 死者之私人司機     | 中华人民共和国（香港） | 香港     | 謀殺罪                          |
| 2023年2月27日早上到九龍城裁判法院提堂。 案件押後至2023年5月8日再提堂，沒有申請保釋還押。 2023年5月8日再押後至2023年7月31日再訊，沒有申請保釋還押。 2023年12月20日再提堂，被加控非法處理遺體罪，押後至2024年1月29日再訊。 2024年1月29日於東區裁判法院提堂，押後至2024年4月15日作第二次提訊日。 2024年7月8日再提堂，押後至2024年9月30日作第四次提訊日。 2024年9月30日再提堂，押後至2024年11月25日作第五次提訊日。 2024年11月25日再提堂，押後至2025年2月10日作第六次提訊日。 2025年2月10日再提堂，押後至2025年5月12日作第七次提訊日。 2025年5月12日再提堂，押後至2025年6月9日作第八次提訊日。 2025年6月9日再提堂，並完成交付高等法院的程序。鄺繼續還押。 |                |                                                  |      |          |                    |                        |          |                                 |
| 4. | 李瑞香（Jenny）     | 鄺港智之母（即死者前家姑），曾因債務而破產。     | 女性 | 63歲     | 退休人士           | 中华人民共和国（香港） | 香港     | 妨礙司法公正罪                  |
| 2023年2月27日早上到九龍城裁判法院提堂。 案件押後至2023年5月8日再提堂，再押後至2023年7月31日再訊，申請保釋被拒還押。 2023年12月20日再提堂，控方擬轉介到區域法院處理，並申請押後2024年1月31日於九龍城法院再訊。再押後2024年2月20日再訊，延再押後2024年4月11日再訊。2024年5月17日再提堂，延再押後2024年8月1日再訊，延再押後2024年9月5日再訊，已批准其保釋，需繳付10萬元保釋金及10萬元人事擔保，每星期要向警方報到三次，不得離港及接觸控方證人，亦不可前往涉案地址。 本案排期於2025年6月2日進行中文審訊， 並於7月18日結案陳詞。辯方採納書面陳詞，沒有補充。案件押後至9月30日裁決，期間被告續准保釋。 |                |                                                  |      |          |                    |                        |          |                                 |
| 5. | 伍志榮（容容） | 鄺球情婦                                         | 女性 | 47歲     | 按摩員             | 中华人民共和国（香港） | 中国内地 | 協助罪犯                        |
| 在2022年年底於自己經營的按摩店內認識光顧的鄺球，其後與他合租龍尾村涉案單位。案發前的2023年2月中旬，她再以月租4萬多港元租用西九龍柯士甸道西凱旋門一單位用作窩藏鄺港智，涉嫌協助罪犯。 已獲准保釋候查，須於2023年3月下旬向警方報到。 |                |                                                  |      |          |                    |                        |          |                                 |
| 6. | 林舜（Henry）       | 鄺港智友人                                       | 男性 | 41歲     | 遊艇公司職員       | 中华人民共和国（香港） | 香港     | 串謀妨礙司法公正                |
| 涉嫌收取鄺港智30萬港元，協助其經水路逃亡。 2023年3月6日於九龍城裁判法院提堂，已獲准以現金5萬港元保釋候查，須交出所有旅遊證件，期間不得離開香港，須居住於報稱地址，須於每星期需到向警方報到兩次。 2023年5月8日再提堂，之後再押後至2023年7月31日再訊，期間成功申請以5萬元保釋。 2023年12月20日再提堂，准予再押後至2024年2月29日再訊。 2024年12月4日在九龍城裁判法院作預審，潘巧賢及林舜2人否認控罪，案件於2025年2月10日開審，審期為3天。同年5月7日結案陳詞。6月16日裁判官陳志輝裁決林舜妨礙司法公正罪成，還押至6月27日判刑。27日就妨礙司法公正罪成，判囚六個月。 |                |                                                  |      |          |                    |                        |          |                                 |
| 7. | 潘巧賢（Irene）     | 鄺港智友人                                       | 女性 | 29歲     | 無業               | 中华人民共和国（香港） | 香港     | 串謀妨礙司法公正                |
| 涉嫌聯絡41歲遊艇公司職員林舜助鄺港智從水路潛逃。 2023年3月8日於九龍城裁判法院提堂，已獲准以5萬港元保釋候查，須交出所有旅遊證件，期間不得離開香港，須居住於報稱地址，須於每星期需到向警方報到兩次。 2023年5月8日再提堂，之後再押後至2023年7月31日再訊，期間成功申請以5萬元保釋。 2023年12月20日再提堂，准予再押後至2024年2月29日再訊。 2024年12月4日在九龍城裁判法院作預審，潘巧賢及林舜2人否認控罪，案件於2025年2月10日開審，審期為3天。同年5月7日結案陳詞。6月16日裁判官陳志輝裁決潘巧賢妨礙司法公正罪成，還押至6月27日判刑。27日就妨礙司法公正罪成，判囚六個月。 |                |                                                  |      |          |                    |                        |          |                                 |

## 備註
1. ↑  香港民众所称的“家翁”是指“丈夫的父亲”。
2. ↑  參見蔡天鳳前大伯鄺港傑的Instagram帳戶
3. ↑  香港民众所称的“家姑”是指“丈夫的母亲”。
4. ↑  在2023年2月28日的招魂儀式裡，法師所用的招魂幡和紙紥人偶均寫有「生於：甲戌年六月初七日吉時」及「卒於：癸卯年二月初二日酉時」，以西曆計算即1994年7月15日－2023年2月21日[9][10]。
5. ↑  意為「你來吧！」
6. ↑  住宅物業買家向稅務局申請支付較低的印花稅時須要按照《宣誓及聲明條例》提交法定聲明確認買家是代表自己行事[46]；同時《印花稅條例》列明稅務局若在事後發現買方的聲明不正確可追收稅款及逾期加蓋印花罰款，並且列明以欺詐手段意圖詐騙印花稅即屬犯罪[47]；因此爲支付較低印花稅而以他人名義購買物業，屬於虛假陳述及欺詐行爲，涉及刑事罪行[48]；2017年財政司司長陳茂波警告「借人頭」買樓會被追收懲罰性稅款，還可被罰款及判監[46]，物業的業權和利益也可能會在日後發生爭拗[47]。
7. ↑  譯文：「今生你的善良錯付了人，傻丫頭，給一群狼心狗肺（的人）吃掉了你的心。」